# Rupert Fuchs (Politiker)
Rupert Fuchs (* 14. Mai 1964 in St. Johann im Pongau) ist ein österreichischer Politiker (Grüne) und selbständiger Energieberater. Er war von 2013 bis 2018 Abgeordneter zum Salzburger Landtag.

## Ausbildung und Beruf
Fuchs absolvierte nach dem Abschluss der Pflichtschule zwischen 1979 und 1982 eine Lehre als Maschinenschlosser bei den Österreichischen Bundesbahnen (ÖBB) und wurde zum Triebfahrzeugführer ausgebildet. Danach arbeitete er von 1984 bis 2005 als Lokführer bei den ÖBB. Er besuchte ab dem Jahr 1988 eine Ausbildung in den Bereichen Solarenergie, ökologischer Fußabdruck, Speichermedien, Windenergie, Thermographie, Hydraulik, Druckluft, Lüftung, Klimatisierung und Baubiologie. Zudem beschäftigte sich Fuchs ab 1988 mit der Organisation und Leitung von Solar-Selbstbau-Gruppen und war am Bau von über 500 Solar-Anlagen beteiligt. Fuchs begann 1992 des Weiteren als selbstständiger Energieberater für Gewerbe, Landwirtschaft und Private zu arbeiten und spezialisierte sich auf die Erstellung von ganzheitlichen Energiekonzepten. 2005 gab Fuchs seinen erlernten Beruf als Lokführer auf; seitdem widmet er sich vollberuflich seiner Tätigkeit als Energieberater. Er bietet Energieberatung und Energieausweisberechnung für Gewerbe, Private und Thermografie an und berät seine Kunden in den Bereichen Energiekostenoptimierung sowie Förderungen für Gewerbe und Private. Zu seinen Beratungsbereichen gehören zudem die thermische Gebäudesanierung, Heiz- und Lüftungstechnik, Solar- und Hackgutanlagen, Fernwärmenetze, hydraulischer Abgleich von Heizanlagen, Förderinfos zu KPC-Gewerbe/Privathaushalte, Einstellungen von Heizungsreglern, PV-Anlagen und deren Förderungen. Zudem ist Fuchs landwirtschaftlicher Energieberater für Mutter-Kuh-Haltung, Milchwirtschaft und Schweinehaltung.

## Politik und Funktionen
Fuchs war 1994 Mitgründer der Umweltgruppe St. Johann und wurde in der Folge von der SPÖ angeworben. Er engagierte sich als Personalvertreter bei den ÖBB und wurde Stadtrat sowie SPÖ-Ortsparteivorsitzender in St. Johann im Pongau, wobei er auch Vorsitzender im Umwelt-Ausschuss, sowie Vorsitzender im Ausschuss für Schwimmbad, Spielplätze und Parkanlagen war. Nachdem er 2008 bei der Erstellung der SPÖ-Wahlliste nicht für einen der vorderen Listenplätze berücksichtigt worden war, nahm er das Angebot des Salzburger Landesparteiobmanns der Grünen, Cyriak Schwaighofer an und wandte sich den Grünen zu. Fuchs gehörte zu den Mitbegründern der GRÜNEN St. Johann und wurde 2009 zum Gemeindevertreter und Sprecher der GRÜNEN St. Johann gewählt. Er ist zudem beratendes Mitglied der Ausschüsse Landwirtschaft, Umwelt, Straßen, Tourismus und Seniorenheim. Mit den Grünen erzielte Fuchs 2009 in St. Johann 10,3 Prozent, er selbst kam als Bürgermeisterkandidat auf 11,7 Prozent. Bei der Gemeindevertretungswahl 2014 konnten die Grünen mit Fuchs als Spitzenkandidat leicht auf 11,2 Prozent zulegen, er selbst erhielt als Bürgermeisterkandidat nur noch 9,9 Prozent.
Fuchs wurde im Dezember 2009 zum Bezirkssprecher der Grünen im Pongau gewählt und trat bei der Landtagswahl 2013 auf dem zweiten Listenplatz für die Grünen an. Er wurde am 19. Juni 2013 als Landtagsabgeordneter angelobt und war Mitglied in den Ausschüssen für Wirtschaft, Energie, Lebensgrundlagen Raumordnung, Umweltschutz, Naturschutz Europa sowie Integration. Innerhalb des Landtagsklubs der Grünen war er Bereichssprecher für Energie, Umwelt- und Naturschutz, Tierschutz, Land-Forstwirtschaft, Nationalpark, Brauchtum, Feuerwehr, Rettungswesen, Fischerei, Jagd, Volkskultur sowie Bundesheer. Nach der Landtagswahl in Salzburg 2018 schied er aus dem Landtag aus.

## Privates
Fuchs wurde als ältestes von acht Kindern geboren. Er ist verheiratet und wurde 1994 bzw. 1995 Vater einer Tochter bzw. eines Sohnes.